# Полилей
Полилей е вид декоративна лампа, която виси от тавана и е предназначена за осветяване на големи помещения. Среща се често във фоайета на театри и киносалони. Обикновено имат няколко разклонения и множество отделни малки точкови източника на светлина, както и различни украшения като разноцветни стъкла или кристали, предназначени за разсейване на светлината.
Най-ранните полилеи със свещи са използвани в средновековието от богатите. Те обикновено са под формата на дървен кръст с редица от шипове, на които се слагат свещите и след това се издига на подходяща височина с помощта на въже или верига, застопорено от кука.
През 15 век се появяват по-сложни форми на полилеите, във формата на пръстен или корона като намират масово приложение в дворци и домове на аристокрацията, духовенството и търговците. Полилеят е символ на лукс и статус в обществото. До началото на 18 век основните материали са дърво и метал. Развитието в производството на стъкло през 18 век позволява по-евтино производство на оловен кристал. Така се появява кристалният полилей.
Един от най-големите полилеи се намира в Истанбул, Долмабахче. Той има 750 лампи и тежи 4,5 тона.